# Chen Shanguang
Chen Shanguang  (chinesisch 陳善廣 / 陈善广, Pinyin Chén Shànguǎng), * Dezember 1962 in Yanyouting, Hunan, ist ein chinesischer Raumfahrtingenieur und Generalmajor der Volksbefreiungsarmee. Von Oktober 2019 bis April 2023 war er Stellvertretender Technischer Direktor des bemannten Raumfahrtprogramms der Volksrepublik China.

## Studium und Lehre
Chen Shanguang wurde im Dezember 1962 in dem Dorf Yanyouting (宴游亭村) der Großgemeinde Buyunqiao (步云桥镇) im Kreis Qidong, Provinz Hunan, in ärmlichen Verhältnissen geboren. Am Gymnasium zählte Chen Shanguang zu den besten Schülern der Schule, wobei er ein besonderes Talent für Mathematik zeigte – in den drei Jahren der gymnasialen Unterstufe erzielte er bei sämtlichen Matematikprüfungen die volle Punktzahl. Nachdem er 1978 mit noch nicht 16 Jahren Abitur gemacht hatte, bestand er mit ausgezeichnetem Ergebnis (优异的成绩) die Aufnahmeprüfung an der Fakultät für Mathematik der Universität Wuhan in Hubei, wo er sich auf Computermathematik spezialisierte und 1982 seinen Abschluss machte. Anschließend wurde er dem „Forschungsinstitut für Raumfahrtmedizin und -technik“ zugeteilt, der Vorgängerorganisation des Chinesischen Raumfahrer-Ausbildungszentrums. Nach einer gewissen Zeit ging Chen Shanguang nach Changsha und schrieb sich an der damaligen Fakultät für Raumfahrttechnik der Universität für Wissenschaft und Technik der Landesverteidigung (中国人民解放军国防科学技术大学航天技术系) ein, einer Einrichtung der Volksbefreiungsarmee. Dort promovierte er in Luft- und Raumfahrttechnik (航空宇航科学与技术).
Seit November 2005 ist Chen Shanguang als Professor am Institut für Luft- und Raumfahrttechnik der Tsinghua-Universität in Peking tätig,
seit Februar 2017 auch am Institut für Maschinenbau der Universität Südostchinas in Nanjing, wo er als Doktorandenbetreuer tätig ist.

## Bemannte Raumfahrt
Am 21. September 1992 billigte der Ständige Ausschuss des Politbüros der Kommunistischen Partei Chinas das bemannte Raumfahrtprogramm der Volksrepublik China. Dieses war seinerzeit in sieben Aufgabenbereiche, sogenannte „Systeme“ (系统) unterteilt, und Chen Shanguang wurde gleich beim Start des Programms zum Stellvertretenden Technischen Direktor des Raumfahrersystems (航天员系统副总设计师, Pinyin Hángtiānyuán Xìtǒng Fù Zǒngshèjìshī) ernannt,
das unter der Verantwortung des damaligen Forschungsinstituts für Raumfahrtmedizin und -technik stand. Erster Kommandant und Technischer Direktor des Raumfahrersystems war Generalmajor Su Shuangning (宿双宁, * 1951), 
der ab 2001 die Leitung des Forschungsinstituts für Raumfahrtmedizin und -technik übernehmen sollte.
2004 beerbte Chen Shanguang seinen Vorgesetzten in allen drei Positionen. Er wurde zum Leiter des seit 1998 dem Hauptzeugamt der Volksbefreiungsarmee unterstehenden Forschungsinstituts für Raumfahrtmedizin und -technik ernannt, womit die Beförderung zum Generalmajor einherging. Gleichzeitig wurde er in Personalunion Kommandant und Technischer Direktor des Raumfahrersystems. In dieser Eigenschaft war er für die Betreuung der Besatzungen von Shenzhou 6 (2005), Shenzhou 7 mit dem vom Institut entwickelten Feitian-Raumanzug für Außenbordeinsätze (2008) und Shenzhou 9 (2012) verantwortlich (Shenzhou 8 war ein unbemannter Flug).
Ende 2012 gab er seine Ämter an Großoberst Deng Yibing (邓一兵, * 1966) ab, der dann für die Flüge von Shenzhou 10 (2013) und Shenzhou 11 (2016) verantwortlich war.
Anschließend war Chen Shanguang noch bis Mitte 2016 als Chefredakteur der vom Büro für bemannte Raumfahrt und dem Chinesischen Raumfahrer-Ausbildungszentrum herausgegebenen, zweimonatlich erscheinenden populärwissenschaftlichen Zeitschrift Astronaut (航天员, Pinyin Hángtiānyuán) tätig,
eine Position, die er seit der Gründung der Zeitschrift im Oktober 2005 innehatte.
Bis die Zeitschrift Ende 2021 ihr Erscheinen einstellte, war Chen Shanguang auch Chefredakteur der vom Chinesischen Raumfahrer-Ausbildungszentrum ab 1988 zunächst als Vierteljahresschrift herausgegebenen, ab 1996 zweimonatlich erscheinenden Zeitschrift Space Medicine & Medical Engineering (航天医学与医学工程, Pinyin Hángtiān Yīxué yǔ Yīxué Gōngchéng) mit Beiträgen in chinesischer und englischer Sprache.
Am 15. Oktober 2019 wurde beim bemannten Raumfahrtprogramm wegen des gesteigerten Arbeitsanfalls durch den Aufbau der modularen Raumstation die Zahl der Stellvertretenden Technischen Direktoren von zwei auf acht erhöht. Chen Shanguang war, ebenso wie Deng Yibing, einer der neu ernannten Stellvertreter von Zhou Jianping, seit 2006 Technischer Direktor des bemannten Raumfahrtprogramms der Volksrepublik China.
Seinen ersten öffentlichen Auftritt in der neuen Funktion hatte Chen Shanguang am 26. Oktober 2019 auf der von der Chinesischen Gesellschaft für Weltraumforschung (中国空间科学学会) in Xiamen ausgerichteten 1. Konferenz für Weltraumwissenschaften (第一届中国空间科学大会).
In seinem Referat stellte er die Strategie hinter den drei Phasen des bemannten Raumfahrtprogramms und die erzielten Erfolge vor. Er betonte die hohe Flexibilität der modularen Raumstation mit ihren Möglichkeiten für eine zukünftige Erweiterung und ging dann auf die bemannte Mondlandung ein, für die es nicht nur einen allgemeinen Konsensus, sondern bereits vorläufige Konzepte gäbe, bei deren weiterer Ausarbeitung man gegenwärtig festen Schrittes voranginge. Als Ziel definierte er die Errichtung einer bemannten Forschungsbasis – Bodenschätze wurden von ihm nicht erwähnt – die auch dazu dienen sollte, Erfahrung zu sammeln und Technologien zu entwickeln, die langfristig bei einer bemannten Marslandung zum Einsatz kommen sollten.
Nachdem Chen Shanguang im Dezember 2022 das gesetzliche Rentenalter von 60 Jahren erreicht hatte, gab er Ende April 2023 seinen Posten als  Stellvertretender Technischer Direktor des bemannten Raumfahrtprogramms auf.